# سلفرد (بيدفوردشير)
سلفرد (بالإنجليزية: Salford, Bedfordshire)‏ هي قرية تقع في المملكة المتحدة في شرق انجلترا.